# Ric Grech
Richard Roman (Ric) Grech (Bordeaux, Frankrijk, 1 november 1946 – Leicester, Engeland, 16 maart 1990) was een Britse rockmuzikant, multi-instrumentalist en muziekproducent, die bij diverse bands heeft gespeeld in verschillende muziekstijlen.

## Biografie
In zijn schooljaren speelde Grech viool in het Leicester City Youth Orchestra. Daarna sloot hij zich aan bij de rockband The Farinas, die later Family werd genoemd. Hij heeft van 1965 tot 1969 bij die band gespeeld als basgitarist en violist en hij heeft een aantal songs geschreven voor hun tweede album Family entertainment. In het voorjaar van 1969 werd hem gevraagd lid te worden van de supergroep Blind Faith, met gitarist Eric Clapton (ex-John Mayall's Bluesbreakers en Cream), zanger en keyboardspeler Steve Winwood (afkomstig van The Spencer Davis Group en  Traffic) en drummer Ginger Baker (voorheen in The Graham Bond Organization en Cream). Blind Faith heeft nog geen jaar bestaan en slechts een (gelijknamig) album uitgebracht.
Nadat Blind Faith was opgeheven, vormden Steve Winwood en Grech samen met Ginger Baker de nieuwe band Ginger Baker's Air Force. In die band zaten ook gitarist Denny Laine (ex-Moody Blues en later Paul McCartney's Wings) en Chris Wood (ex-Traffic) op saxofoon en fluit. Toen Air Force opgeheven werd, blies Steve Winwood zijn oude band Traffic weer nieuw leven in met de oud-leden Chris Wood en Jim Capaldi en Grech als hun bassist. Grech maakte twee albums met Traffic, het livealbum Welcome to the canteen en The low sparks of high heeled boys. De andere bandleden hadden steeds meer problemen met het drugsgebruik van Grech en uiteindelijk werd hij uit de band gezet. Hij ging verder als sessiemuzikant met uiteenlopende artiesten als Rosetta Hightower, Vivian Stanshall, Bee Gees, Gram Parsons, Muddy Waters, Faces, Chuck Berry, Graham Bond, Fairport Convention en Streetwalkers. In die laatste band speelden Roger Chapman en John Whitney, met wie hij eerder in Family had gespeeld. Nadat hij in december 1971 Traffic had verlaten, werd hij lid van The Crickets met gitarist Albert Lee.
Daarna vertrok Grech naar de Verenigde Staten, waar hij samenwerkte met Gram Parsons. Hij schreef de nummers Kiss the children en Las Vegas voor de albums GP en Grevous angel van Parsons en produceerde samen met Gram Parsons het album GP. Grech speelde ook op het bekende Rainbow Concert van Eric Clapton en speelde een korte periode in de band KGB, waarvan de bandnaam is gebaseerd op de achternamen van de bandleden Ray Kennedy, Ric Grech en Mike Bloomfield.
Grech heeft in 1973 het enige album uitgebracht dat onder zijn eigen naam is verschenen, getiteld The last five years. De nummers op dat album heeft hij geschreven en opgenomen met Family, Blind Faith, Traffic, Ginger Baker's Air Force en anderen tussen 1968 en 1973.
Toen hij was teruggekeerd naar Engeland, richtte hij de country rock band Square Dance Machine op. Maar hij worstelde steeds meer met alcohol- en drugsproblemen. In maart 1990 overleed hij op 43-jarige leeftijd aan leverklachten.

## Discografie

### Met Family
- Family entertainment (1969)

### Met Blind Faith
- Blind Faith (1969)

### Met Ginger Baker's Air Force
- Ginger Baker's Air Force (1970)

### Met Traffic
- Welcome to the canteen (1971)
- The low sparks of high heeled boys (1971)

### Ric Grech
- The last five years (1973)

### Met Gram Parsons
- G.P. (1973)
- Grievous angel (1974)

### Met KGB
- KGB (1976)

- Bibsys: 6040684
- Bibliothèque nationale de France: cb139396415 (data)
- Gemeinsame Normdatei: 134390075
- International Standard Name Identifier: 0000 0000 4299 7794
- Library of Congress Control Number: n95049337
- MusicBrainz: 3b9a2ea7-1f31-4fc3-8fb4-ca6027e34193
- Système universitaire de documentation: 078974658
- Virtual International Authority File: 18928516